# Figging

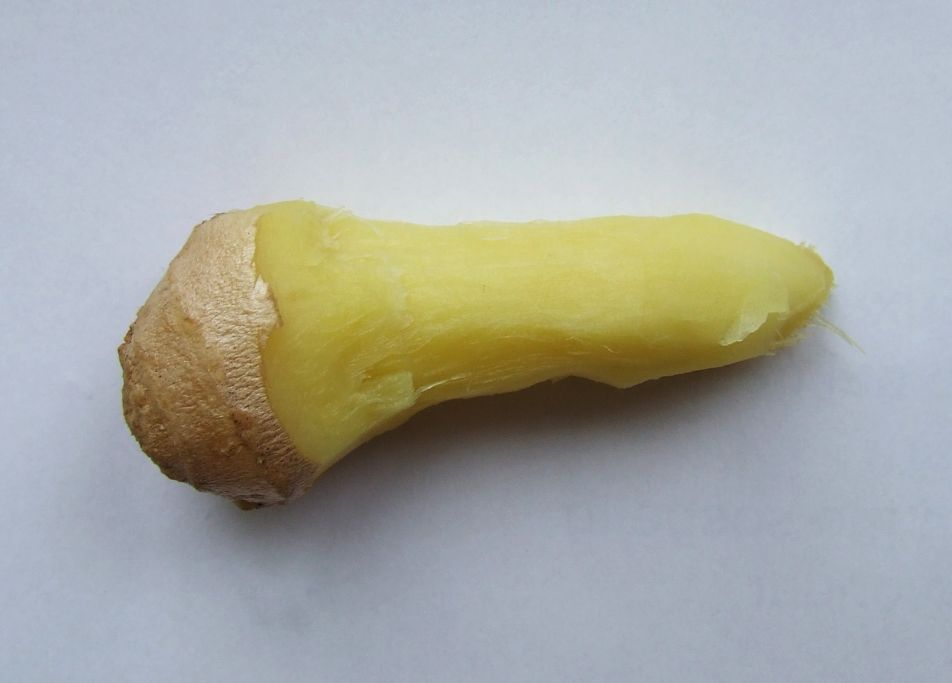
Kořen zázvoru okrájený pro figging

Figging či zázvorování je sexuální praktika a forma tělesného trestu, při níž se do konečníku nebo pochvy zavádí oloupaný zázvor (podobný análnímu kolíku).
Termín „figging“ pochází ze slova „feaguing“, jež označovalo podobnou praktiku (zvanou též gingering) při prodeji koní, kterou prodejce u zvířat prováděl, aby vzbudil klamné zdání, že kůň je živější a hodnotnější než ve skutečnosti je.

## Princip
Vzhledem k tomu, že esenciální oleje obsažené v zázvoru  – zejména štiplavé gingeroly a shogaoly – vzrušují  nociceptory ve sliznici (to jsou receptory, které jinak reagují na teplo a abrazivní podněty), vede to k téměř okamžitému pocitu pálení a stimulu tepla a bolesti.
Čerstvý zázvor dokáže pálit až 30 minut, ovšem nejsilnější reakce začíná krátce po vložení a trvá okolo 5 minut. Poté intenzita rychle slábne. Sliznice se vrací do normálního stavu přibližně po 2 hodinách.[zdroj?] Figging je bolestivý, ale žádné zranění nehrozí, protože teplo a pálení jsou pouze pocitové a jsou krátkodobé.[zdroj?]

## Původ
Figging byl, soudě z některých literárních zmínek, rozšířen za viktoriánské doby v 19. století.
Používal se zejména v kombinaci s výpraskem rákoskou, což byla v této době velmi oblíbená forma trestu zvláště pro svéhlavé ženy. Existují důkazy, že figging byl používán při výprasku, aby se zabránilo sevření hýždí během trestu. 
Pokud se trestaný snažil vyhýbat ráně a sevřením hýždí zmírnit dopad rákosky, zázvor o to více nesnesitelně pálil. Pro dotyčného bylo mnohdy snesitelnější nechat hýždě uvolněné a přijmout ránu plnou silou, což zjednodušovalo práci trestajícímu.
V jedné z básní (č. 15) Valeria Catulla je zmiňován podobný postup – vložení ředkvičky do konečníku jako trest pro hříšníky, kteří se dopustili nemravnosti.